# Saladares del Guadalentín

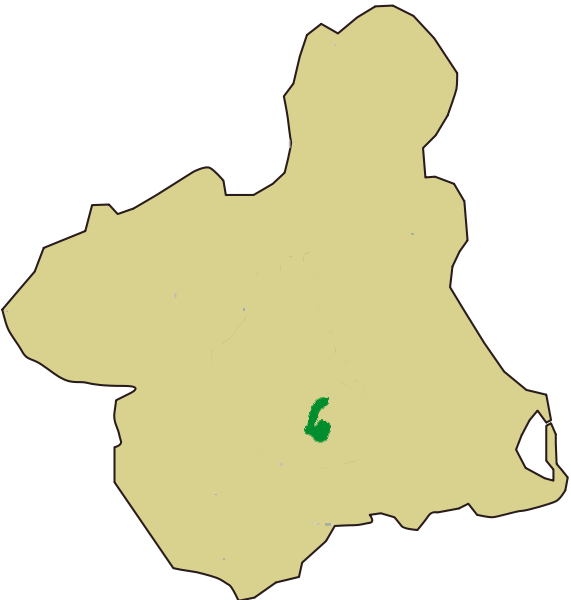
Situación del parque dentro de la Región de Murcia.

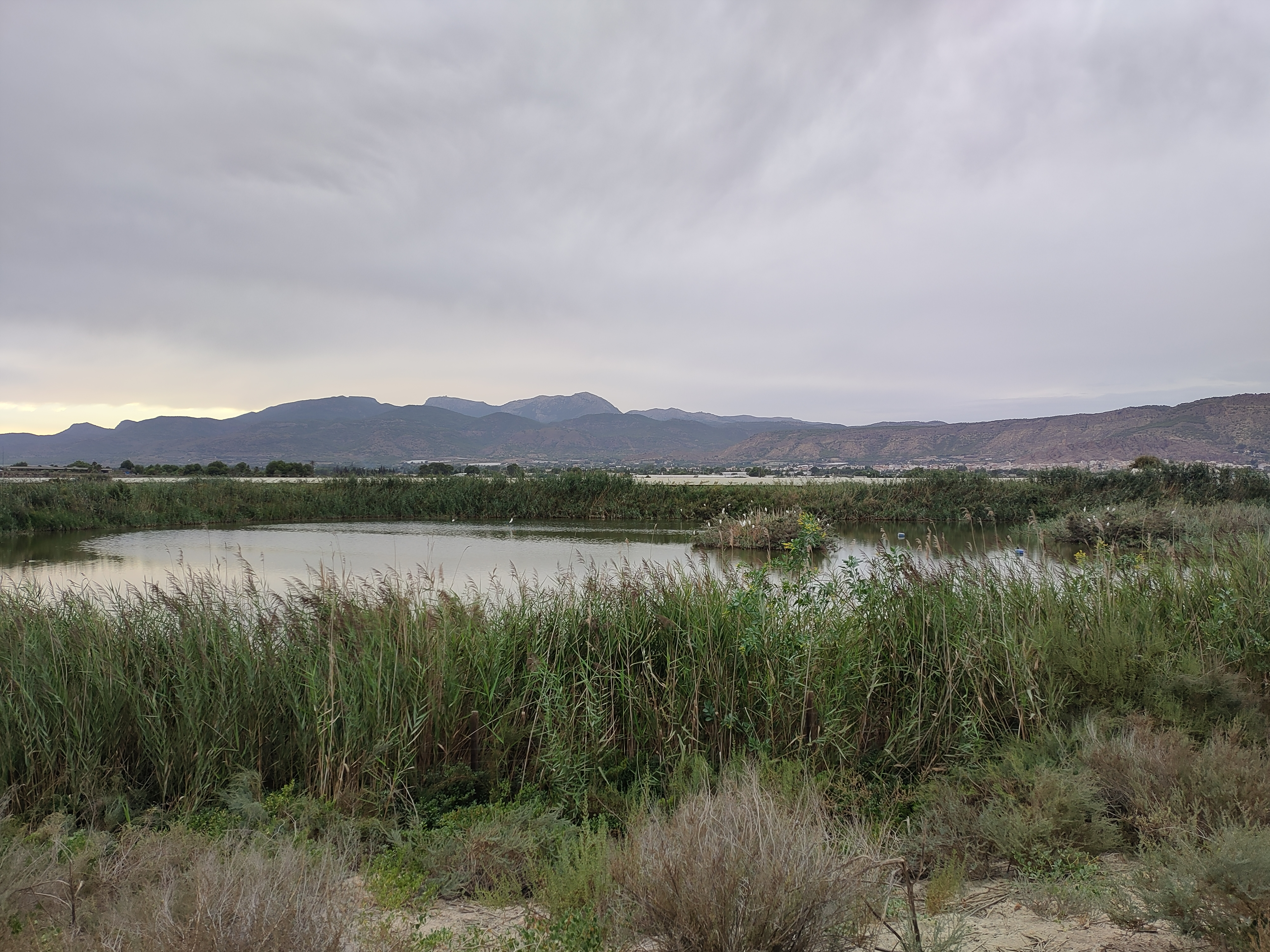
Imagen de los Saladares del Guadalentín.

Los Saladares del Guadalentín es un Espacio Natural Protegido de la Región de Murcia. Se encuentra en el centro de la Región, cerca del río Guadalentín, a la altura de los términos municipales de Alhama de Murcia y Totana.
Es una extensa llanura aluvial de carácter salino. Su humedad, de tipo continental, difiere de la imagen típica que se tiene de una zona húmeda, por lo que se les ha clasificado como criptohumedales. También posee una zona esteparia con estepas salinas lo que hace de la zona un hábitat ideal para aves de tipo estepario, como el aguilucho cenizo. 
Pese a que resulte paradójico que haya un subsuelo húmedo y a la vez la superficie sea estepárica, existe una dependencia entre ambos subsistemas a través de procesos de evapotranspiración.
En los saladares del Guadalentín se encuentra la mayor población europea de almarjo (Halocnemum strobilaceum), una especie en peligro crítico de extinción.